# ニューマンアスレチックス
「ニューマンアスレチックス」（Numan Athletics）はナムコ（現・バンダイナムコエンターテインメント）から1993年9月に発売された業務用ゲーム。

## 概要
『ハイパーオリンピック』（コナミ）と同様のスポーツ大会ゲームで、3つのボタンを使用した8競技で記録を競う。プレイヤーの操作する選手が人間離れした能力を持つ超人（ニューマン）なのが特徴で、超人ならではの現実離れしたユニークな競技の数々が特色となっている。
それぞれの競技に設定されているNEED記録に達していない場合は次の競技に進めずその時点でゲームオーバーとなるが、コンティニューをすることでNEED記録の基準が下がる救済措置もある。
1995年2月には続編の『マッハブレイカーズ』が発売された。

## キャラクター
今作には4名のプレイヤーキャラクターが登場するが、各キャラクターごとの性能差はない。また4人プレイ可能な筺体では各キャラクターの位置は固定となっている（2人プレイ筺体ではプレイヤーがキャラクターを任意で選択できる）。
シャロン・レアール（1P）
唯一の女性キャラクターでツインテールヘアの美少女。17歳。青のハイレグレオタードにニーソックスを着用。フランス代表。『マッハブレイカーズ』にはエキシビジョンマッチの対戦相手として出演している。
ハリー・ポフィン（2P）
金髪でサングラスをかけたハンサムな青年。20歳。アメリカ代表。
ナカムラ・マサエモン（3P）
侍をモチーフとしたクールな青年。26歳。日本代表。なお漢字表記は「中村雅衛門」。
ボンゴ・テンボ（4P）
筋肉質の巨漢。ケニア代表。36歳。

## 競技
- カッコ内は競技の行われる場所。競技挑戦順に記載。
- 各競技の記録は試技1回の競技はそのまま各プレイヤーの記録となるが複数回試技を行う競技は各競技でベストの記録がプレイヤーの記録となる。また、各競技でワールドレコードを達成したプレイヤー（多人数プレイ時に複数のプレイヤーがレコード更新した場合は最も記録が高かったプレイヤー）はリザルト画面でネームエントリーができる。
- 多人数プレイ時には各種目ごとに1位6点、2位3点、3位1点、4位0点の得点が各プレイヤーに与えられ8種目終了時点で最も得点が高かったプレイヤーが優勝となる。また、複数のプレイヤーが同記録となった場合は該当プレイヤー間で優劣はつけず同順位として同じ得点が与えられる（例として同記録で1位が2名となった場合は1位のプレイヤー2名に6点が与えられる）。

TURBO DASH/ターボダッシュ（アメリカ）
いわゆる徒競走だが、先にスタートしたドラッグレース車を途中で追い越す超スピード。フライングはない。試技は1回で全員一斉に挑戦。
INTERCEPTOR/インターセプター（ロシア）
遠方の戦艦から左右の4箇所に次々に発射される砲弾を、手から発射するエネルギー弾で撃墜する。制限時間は20秒。砲弾の着弾地点は毎回ランダムだが1発目は必ず一番左（スタート地点）になっている。プレイヤーキャラクターに砲弾が当たると上半身裸になって黒焦げになり（当然シャロンも例外ではない）そこで試技は打ち切られる。砲弾を撃ち漏らした場合もそこで試技打ち切りとなる。試技が途中で打ち切りとなっても獲得した得点は有効となる。試技は2回で1人ずつ挑戦。
MISSILE TOSS/ミサイルトス（ケニア）
やり投によく似た競技だが、投げるのは長さ2メートルほどのミサイル。踏切点を越えてしまうと池に落下してしまう。この競技でも投擲に失敗すると自爆でシャロンやマサエモンの服が脱げるサービスシーンあり。試技は2回で1人ずつ挑戦。
NUMAN SNIPER/ニューマンスナイパー（南極）
左右中央の位置にで次々と現れる11体の怪獣をエネルギー弾で撃退。怪獣の出現位置は毎回ランダム。INTERCEPTORと似た形式だが、こちらでは左右への移動は伴わず、純粋なプレイヤーの反射神経勝負の競技となっている。また、射撃は標的1体につき1発ずつしか打つことができず誤射した場合はその標的は0点となる。試技は1回で全員一斉に挑戦。
VS.EXPRESS/バーサスエクスプレス（日本）
ホームに突入してくる新幹線（300系）を受け止め力を溜め、逆方向に押し返した距離を競う。試技は2回で1人ずつ挑戦。
TOWER TOPPER/タワートッパー（フランス）
並んでいる17階建てのビルの間をタイミングよく三角飛びで登っていく速度を競う競技。2階以上で失敗すると地上に落ちてミスとなる。試技は2回で1人ずつ挑戦。
NOSTOP ROCK CHOP/ノンストップロックチョップ（オーストラリア）
一抱えもある岩を腕力で破壊。制限時間25秒以内に規定の個数を砕くとクリア。試技は1回で全員一斉に挑戦。
NIAGARA JUMPS/ナイアガラジャンプ（ザンビア）
巨大な滝のすぐ上流を助走速度250キロの三段跳びで対岸に渡る。失敗すると滝つぼに落ちてしまい、成功しても対岸に設けられた合格ラインを越えて着地できないとミスになる。試技は3回で1人ずつ挑戦。

## 音楽
作曲は佐野信義 が担当。『F/A』のテクノミュージック路線を継承しつつもブレイクビーツを多用し差別化を図っている。曲によってはメロディーにプロディジーやAltern-8といったレイブシーンで活躍したテクノユニットの影響を受けたものがある。

## 移植版
2004年8月2日に携帯アプリ、2009年4月28日にWiiのバーチャルコンソールアーケード、2024年4月25日にアーケードアーカイブスの1作品としてPlayStation 4版とNintendo Switch版が配信された。
PlayStation 4 / Nintendo Switch版
国内版と海外版を収録。「こだわり設定」では使用するキャラクターの切り替えが可能。「ハイスコアモード」では8つの競技別で集計される。